# Maxmilián z Thun-Hohensteinu
Maxmilián hrabě z Thun-Hohensteinu (německy Maximilian Graf von Thun und Hohenstein; 19. srpen 1638 – 1701, Salcburk nebo Praha) byl česko-rakouský šlechtic z rodu Thun-Hohensteinů. Působil jako císařský diplomat, vyslanec, komoří a tajný rada, dvorní maršálek v salcburského knížete-arcibiskupa a rytíř Řádu zlatého rouna (od roku 1697 – v seznamu držitelů řádu je uveden pod č. 595).

## Život
Maxmilián z Thun-Hohensteinu byl synem zakladatele české linie rodu Jana Zikmunda z Thun-Hohensteinu (1594–1646), který byl císařským komořím, císařským radou a jedním z místodržících v Čechách. Narodil se v jeho třetím manželství – s Markétou Annou z Oettingenu –, jako jejich desáté dítě, osm let před otcovou smrtí.
Maxmilián z Thun-Hohensteinu byl rovněž třikrát ženat, měl 13 dětí, některé však zemřely ještě v raném věku. První jeho manželkou byla Marie Františka Emerentiana, hraběnka Lodronová (zemřela 1679), druhou manželkou Marie Magdalena, kněžna z Lichtenštejna (1659–1687), jejíž portrét (originální olejomalba) se v roce 1943 nacházel v Jílovém u Děčína. Třetí manželka Marie Adelheide, hraběnka Preysingová (zemřela 1748), dala po Maxmiliánově smrti v letech 1702–1717 zvětšit a přestavět rodinný palác na Menším Městě pražském (původně Lesliovský palác, následně Thunovský, v němž dnes sídlí velvyslanectví Spojeného království), který připadl děčínským Thunům z majetku klášterecké větve.
Maxmilián z Thun-Hohensteinu držel v Čechách rozsáhlý pozemkový majetek (panství Děčín, konstituované roku 1671 ve fideikomis, od roku 1694 též fideikomisní panství Klášterec), měl podíl na tyrolských statcích a mimořádné příjmy mu plynuly rovněž ze salcburských funkcí a beneficií, které s českými majetky spojil jeho bratr, salcburský arcibiskup Jan Arnošt (1643–1709). Investoval je především do velkolepé stavební činnosti: zámek a podzámčí v Děčíně přestavěl a rozšířil na reprezentační areál, odpovídající vysokému společenskému postavení a významu rodu, na malostranských městištích, která koupila jeho matka, zahájil v roce 1695 výstavbu velkého paláce, hlavní rezidence rodu v Praze (dnešní Sněmovna PČR). Na děčínském panství došlo za jeho života k velkému hospodářskému a populačnímu rozvoji, vznikaly nové hospodářské objekty i nové vsi.

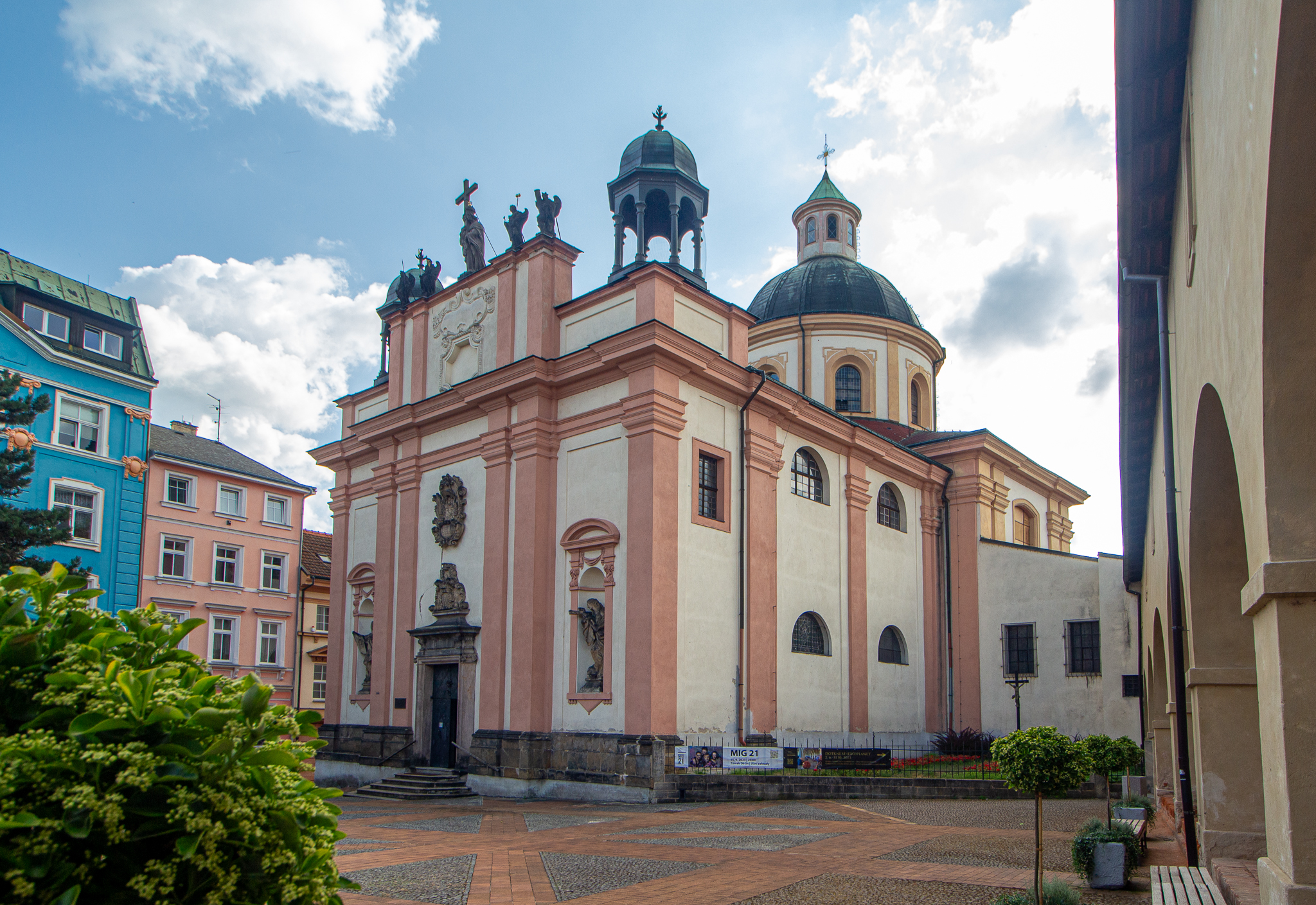
Kostel Povýšení svatého Kříže v Děčíně

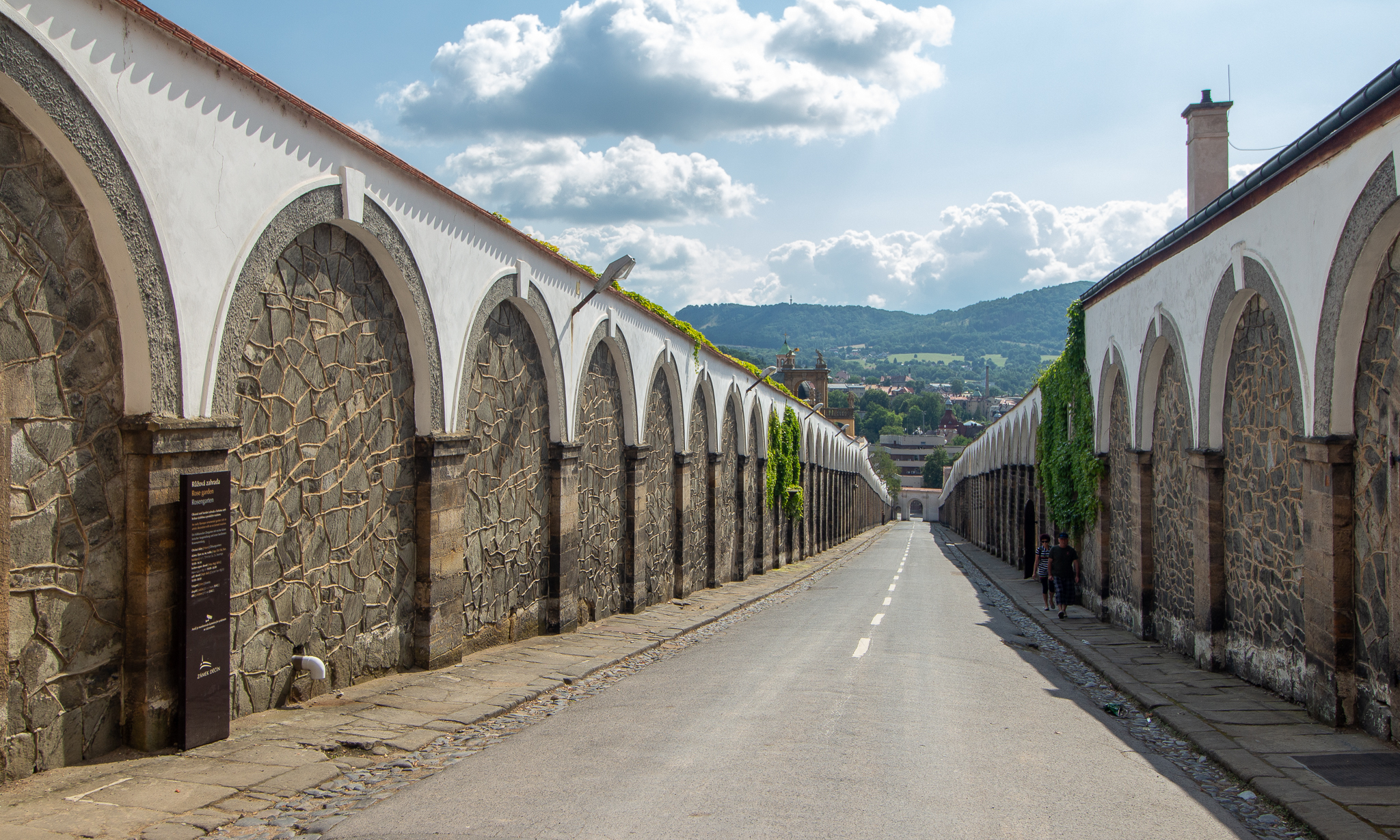
Dlouhá jízda k zámku v Děčíně

V Děčíně postavil nový špitál a spolu se svým bratrem Janem Arnoštem kostel Povýšení sv. Kříže (1691), s budovou zámku ho spojovala krytá chodba. Nechal postavit 10 metrů širokou a téměř 300 metrů dlouhou přístupovou cestu k zámku, tzv. Dlouhou jízdu. Při přeměně děčínského zámku na reprezentativní rodové sídlo nezapomněl na rozsáhlé přilehlé venkovní prostory, které proměnil v barokní zahradu s umělým vodopádem a pískovcovou kašnou. Na podnět jeho třetí manželky, Marie Adelheidy, zde vznikla Růžová zahrada s glorietem. Kromě toho založil na zámku sbírku obrazů a grafických děl. V letech 1668–1670 dal postavit na náměstí v Děčíně loretánskou kapli s rodovou hrobkou, kam byl později také pohřben. Kvůli postupující dopravě byla loreta v roce 1885 stržena a část ostatků přemístěna do zámeckého kostela sv. Kříže.
Dcera Marie Magdalena (1684 –1744) se stala řeholnicí v Nonnbergu u Salcburku, synové Jan Maxmilián (1673–1701) a nejmladší syn Jan Arnošt zemřeli v mladém věku. Pokračování rodu zajistil pouze syn Johann Franz (1686–1720), v jehož rukách se soustředil veškerý český majetek Thunů. Byl císařským komořím a místodržícím v Čechách. V roce 1708 se oženil s Marií Philippinou, hraběnkou Harrachovou (1693–1763). Její portrét (snad originální olejomalba) se v roce 1943 rovněž nacházel v Jílovém u Děčína.
Maxmiliánův vnuk Jan Josef František Antonín (1711–1788) zdědil všech dvanáct panství v Čechách a rovněž statky v Rakousku a Tyrolsku. V generaci jeho synů se rod rozdělil na čtyři větve: kláštereckou, děčínskou, choltickou a benáteckou. Koncem 19. století patřilo rodu v Čechách a na Moravě přes 40 000 hektarů půdy.